# 阿波罗16号
阿波罗十六号（英語：Apollo 16）是美国国家航空航天局阿波罗计划第十次载人任务，第五次和倒数第二次登月，也是第二次“J任务”，在月表停留时间更长，重点关注科学项目并使用阿波罗月球车。航天员登月探索笛卡尔高地，科学家认为此地是由火山活动形成，但事实并非如此。
搭载阿波罗太空船的土星5号运载火箭1972年4月16日从佛罗里达州肯尼迪航天中心起飞，任务乘组包括指令长约翰·杨、登月舱驾驶员查尔斯·杜克、指令舱驾驶员肯·马丁利。飞向月球途中遇到许多小问题，最终导致主发动机故障，登月推迟六小时。地面人员一度打算指示航天员中止任务返回，最后认定故障可以解决并批准登月，同时安排任务提前一天结束。
4月21日杨和杜克乘阿波罗登月舱降落月表并停留71小时，完成三次舱外活动（又称月球漫步），总时长20小时14分。两人驾驶重26.7公斤的月表第二辆阿波罗月球车，共收集95.8公斤月岩样品带回地球，其中“大穆利”是阿波罗计划史上最大的月岩样品。指令舱驾驶员马丁利留在绕月飞行的服务与指令舱拍照并操作科学仪器，在月球轨道飞行126小时，绕月64圈。:480杨和杜克飞回月球轨道与马丁利会合，三人从服务舱发射子卫星。马丁利在返地途中出舱一小时，从服务舱外部取回几卷胶卷磁带。1972年4月27日，阿波罗十六号安全溅落南太平洋。

## 乘组和关键任务控制人员
| 岗位         | 宇航员                         | 宇航员                         |
| ------------ | ------------------------------ | ------------------------------ |
| 指令长       | 约翰·杨 第四次飞行             | 约翰·杨 第四次飞行             |
| 指令舱驾驶员 | 肯·马丁利 第一次飞行           | 肯·马丁利 第一次飞行           |
| 登月舱驾驶员 | 查尔斯·杜克 第一和唯一一次飞行 | 查尔斯·杜克 第一和唯一一次飞行 |

阿波罗十六号任务指令长约翰·杨1962年入选美国国家航空航天局第二组宇航员，1965年与古斯·格里森随双子座3号飞上太空，是首位不属水星计划七人的美国太空人。1966年他与迈克尔·科林斯执行双子座十号任务，1969年是阿波罗十号指令舱驾驶员。阿波罗十六号任务时他41岁，官拜美国海军上校，是吉姆·洛弗尔后首位四飞太空的美国航天员。:471:148–149
指令舱驾驶员肯·马丁利在阿波罗十六号任务时36岁，是美国海军中校。他1966年入选航空航天局第五组宇航员，属阿波罗八号和九号支持乘组。:150–151接下来他与阿波罗十一号后备指令舱驾驶员威廉·安德斯一起受训，安德斯宣布辞职并在1969年7月底生效，一旦首次登月任务推迟就无法参与。如果阿波罗十一号确在安德斯离开航空航天局后发射，马丁利应该就是替补指令舱驾驶员。:237
马丁利本是阿波罗十三号主乘组，杜克和杨当时是替补乘组，杜克从孩子那里染上風疹后与马丁利有接触，后者没有感染，但还是在发射三天前由替补乘组杰克·斯威格特取代。同属第五组宇航员的杜克像马丁利一样从未飞上太空，曾是阿波罗十号支持乘组和阿波罗十一号航天器通讯员，美国空军中校:2。阿波罗十六号任务时他只有36岁，比阿波罗计划另外11位航天员踏上月球时都年轻。三人入选阿波罗十六号主乘组的消息在1971年3月3日公布:471–472。
替补乘组包括指令长弗莱德·海斯（曾执行阿波罗十三号任务）、指令舱驾驶员斯图尔特·罗萨（随阿波罗十四号飞上太空）、登月舱驾驶员艾德加·米切尔（阿波罗十四号主乘组）:471。航空航天局飞行任务成员办公室主任迪克·斯雷顿原计划选威廉·波格和杰拉德·卡尔分别担任替补指令舱驾驶员和登月舱驾驶员，此后再选两人担当阿波罗十九号主乘组:262。但阿波罗十八和十九号任务都在1970年9月宣布取消，没有必要再为该任务训练航天员，派已经做好准备的航天员执行现有任务更合理。罗萨和米切尔因此划入替补乘组，波格与卡尔分到天空实验室计划，随1973年的天空实验室四号飞上太空。
水星和双子座计划任务分主要和替补两乘组航天员，阿波罗计划增加人称支持乘组的第三组人员。阿波罗计划要求每次会议各乘组都派人参加，阿波罗九号指令长詹姆斯·麦克迪维特认为乘组忙于在全美各地设施训练，可能无法及时赶回，斯莱顿接受建议设立支持乘组。支持乘组负责遵照指令长要求提供协助，:184人员大多资历尚浅，负责整理并及时更新任务规则、飛行計劃和检查清单。阿波罗十六号的支持乘组包括：安东尼·英格兰、卡尔·海因兹、亨利·哈特斯菲尔德、罗伯特·欧沃米尔、唐纳德·彼得森:472。
阿波罗计划的飞行主管负责“采取任何必要措施确保乘组安全和任务成功”，阿波罗十六号飞行主管包括：皮特·弗兰克与菲利普·沙弗（头班），吉恩·克兰兹与唐纳德·帕迪（第二班），格里·格里芬、尼尔·哈钦森、查尔斯·刘易斯（第三班）:472。海斯、罗萨、米切尔、詹姆斯·艾尔文、英格兰、彼得森、哈特斯菲尔德、戈尔登·福勒顿任航天器通讯员:472。

## 任务徽章和呼号

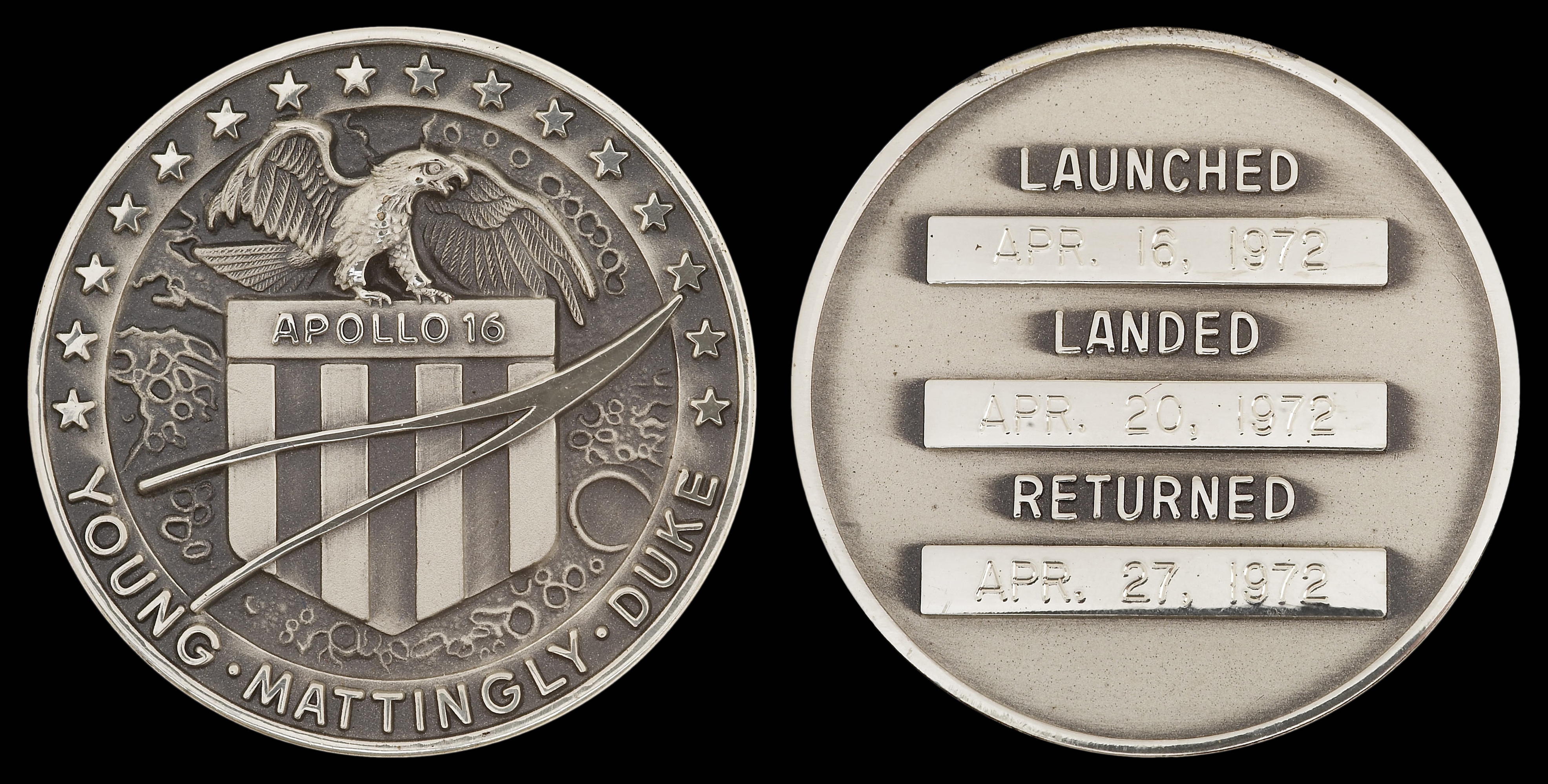
阿波罗十六号太空飞行罗宾斯纪念银章

阿波罗十六号徽章主体图案是白頭海鵰立于红白蓝三色盾牌代表美国人民，灰色背景代表月表。盾牌上有“ 16”字样，金色航空航天局标志图案环绕月球覆盖红白条纹。徽章最外圈为金边，内侧16颗五角星代表任务编号，下方是航天员姓氏：杨、马丁利、杜克。。徽章根据乘组递交的构想设计，设计师是休斯顿载人航天中心绘图商店的芭芭拉·马特尔斯基。
杨和杜克为登月舱挑选呼号“猎户座”，马丁利选中“卡斯帕”充当服务与指令舱呼号。据杜克所述，他和杨希望呼号与恒星有关。獵戶座从地球观测是比较明亮的星座，航天员此行始终都能看到。杜克还称，猎户座很有名，（英语）发音简单，方便任务控制中心听懂。马丁利挑选的“卡斯利”源自《鬼马小精灵》：“此行严肃的东西已经够多，所以我选个不那么严肃的名字”。

## 规划与培训

### 挑选登月地点
阿波罗十六号是阿波罗计划第二次J任务，需在月表逗留三天并使用阿波罗月球车，科研任务更多。作为阿波罗计划倒数第二个任务，阿波罗十六号没有重要的新设备或流程需在月表测试，与阿波罗十七号一样给予航天员充分时间了解月球特征，澄清尚不确定的问题。月表高地可能源自古代，更有望包含科学家希望了解的月球早期历史所需信息。此前阿波罗十四号、十五号等任务取得历史比月海更悠久的月岩样品，估计是陨石撞掉的高原石块，形成时间比月球内部流出熔岩淹没低地与盆地更早。不过，包括阿波罗十六号在内的所有阿波罗任务都未抵达月表高地探索。
雨海由陨石冲撞形成，阿波罗十四号乘组到达冲撞边缘探索并取样；阿波罗十五号同样抵达雨海边缘取样。两次任务降落点均同雨海关系密切，但远离月球的月表高地仍可能存在不同地质构成与形成机理。科研人员丹·米尔顿研究月球軌道計畫拍摄的月表高地照片，发现笛卡尔高地某位置反照率特别高，估计是火山岩所致，其他科研人员普遍认可他的推断:284。科研人士指出，月球中部高地看上去和地球火山作用形成区很像，推测两者形成机理相通，希望阿波罗十六号的科研成果提供答案。部分科研人员主张在大陨石坑第谷坑着陆，但此处距月球赤道太远，登月舱需通过非常崎岖的地形才能靠近，最后没有采纳:454–455。

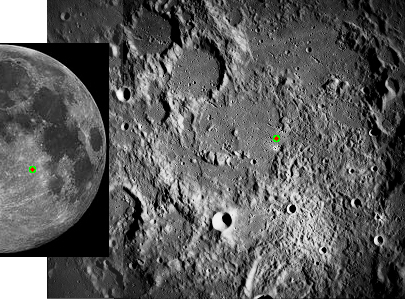
阿波罗十六号降落点

阿波罗选址特设评估委员会1971年4至5月会晤探讨阿波罗十六和十七号登月地点，贝尔通信的诺埃尔·辛纳斯主持。大会一致决定在月表高地降落，阿波罗十六号降落点要么是神酒海以西的笛卡尔高地，要么是阿方索环形山。:286阿波罗十二号任务开始在月表部署地震仪，笛卡尔高地距之前的阿波罗登陆点很远，便于构建地震仪网。
如果在阿方索环形山降落，阿波罗十六号最重要的科研目标分三项：陨石坑壁内可能存在撞击前的古老物质，陨石坑内部组成，照片上偏暗的几个陨石坑底部是否存在火山活动痕迹。不过，地质学家担心此处取得的样品已遭形成雨海的撞击污染。此外阿波罗十四号的样品尚未完成分析，阿波罗十五号此时还没出发，两次任务均可能达成上述目标。
选址委员会1971年6月3日拍板笛卡尔高地:288，阿方索环形山至此最有望成为阿波罗十七号登月点，但最终同样排除。根据阿波罗十四号在月球轨道飞行时所拍照片，航空航天局认定笛卡尔高地不会对乘组登陆构成危险，着陆点位于直径分别是1000米和680米的北射纹线坑和南射纹线坑之间，两个陨石坑的历史都不长，形成穿透月球表岩屑的“天然钻孔”，方便乘组取样外露基岩。
降落点敲定后，任务规划人员决定本次任务主要取样点设在筒卡尔高地和凱萊隕石坑，两地都在月表高地。科研人员普遍认为两地很可能由月球火山活动形成，但实际取样结果证明事实并非如此。

### 训练

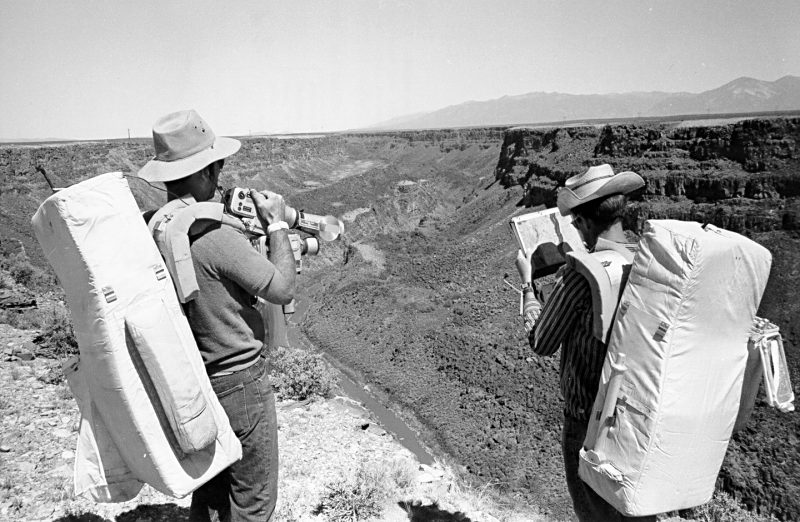
约翰·杨和查尔斯·杜克在新墨西哥州格兰德河峡谷训练

除阿波罗太空船常规训练外，杨、杜克、后备指令长海斯接受大量地质培训，其中不乏实地考查，以便了解在月表分析地质特征、收集样品所需知识和技术，特别是届时在月表可能遇到的地质特征知识。:125–126替补登月舱驾驶员米切尔忙于阿波罗十四号事务，无法参与阿波罗十六号早期训练，后在1971年9月加入实地考查队。此前支持乘组兼登月舱舱外活动时期航天器通讯员英格兰或地质培训师随海斯一起参加地质实地考查。:125
科研人员满以为笛卡尔高地是火山，大部分培训针对火山岩和火山地貌，实地考查地点大多前往其他类别岩层。杨事后表示，事实证明笛卡尔高地不是火山，与火山无关的培训更具实效。:971971年7月乘组在加拿大安大略省萨德伯里参加地质实地演习，是美国航天员首度在加拿大培训。阿波罗十四号登月乘组（即指令长和登月舱驾驶员，不包括服务与指令舱驾驶员）曾在西德训练，地质学家唐·威廉斯称此行发生不快，斯莱顿决定今后不再派航天员到欧洲培训:290。萨里伯里约18亿年前经大陨石撞击形成宽97公里的陨石坑，故由地质学家选中训练乘组。证据表明索德柏立盆地存在破裂錐地质结构，有助于阿波罗乘组熟悉陨石撞击的地质特征。演习期间航天员没穿航天服，携带无线电设备同彼此和英格兰保持联络，练习月表可能用上的操作。实地培训接近尾声时已变成大规模演习，最多时有八名航天员和数十名支持人员参加，引来传媒关注。内华达试验场拥有核爆留下的大型坑洞，可模拟月球大型陨石坑，来此训练必须取得足够安全级别并提供近亲姓名，马丁利还需申请特别许可才能从试验场上飞过。:125

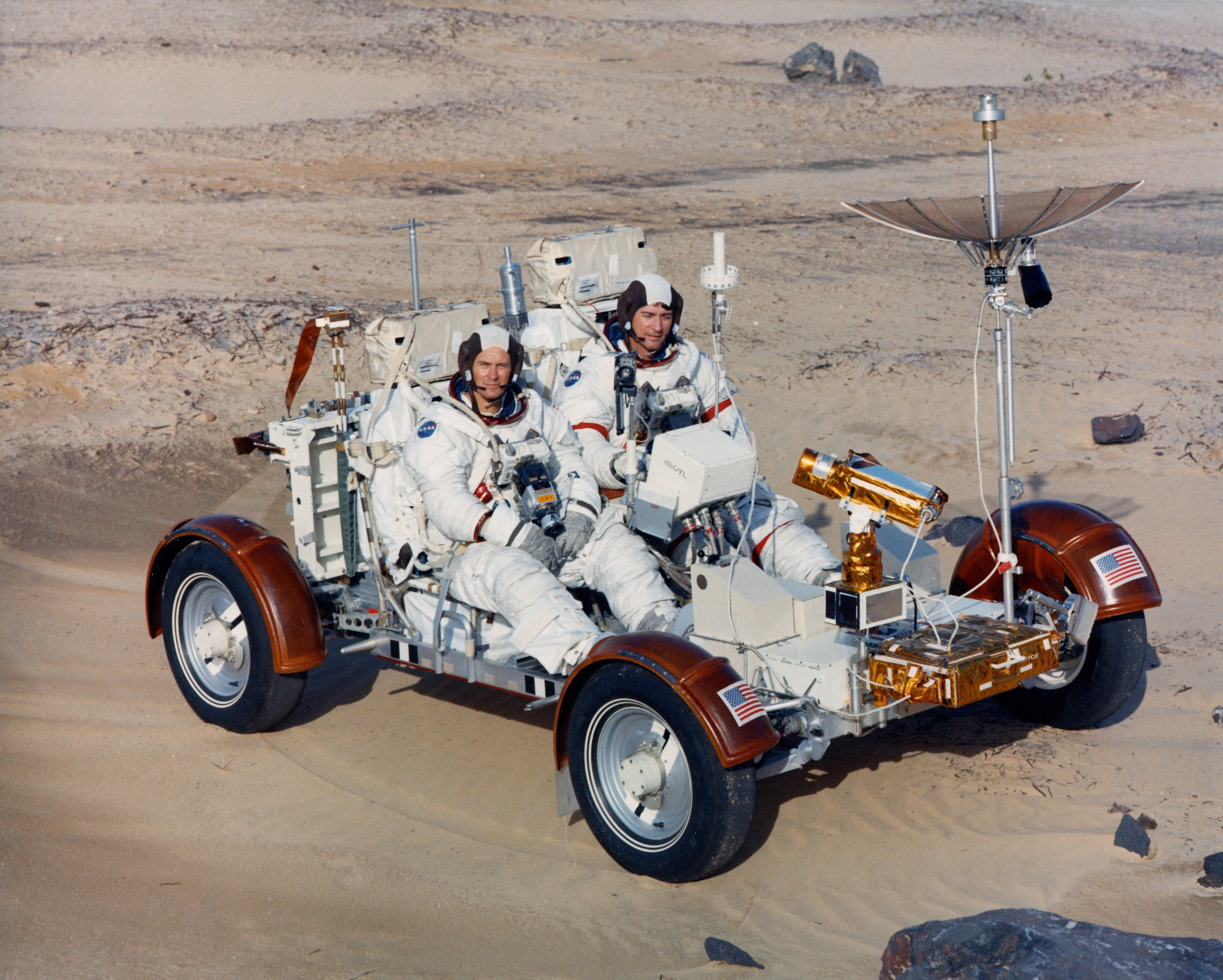
杨（右）与杜克学开阿波罗月球车

除地质实地培训外，杨和杜克还需练习操作舱外活动航天服和阿波罗月球车、适应月球重力、收集样品。两人曾是阿波罗十三号替补登月乘组，可花约四成时间练习月表操作。乘组还接受生存训练并了解任务技术环节。宇航员花大部分时间研究以往任务带回的月岩样品，了解需携带的仪器，听取仪器主要负责人说明此行期望目标。上述训练令杨和杜克踏上月表后很快明白脚下不是预想的火山岩，只不过任务控制中心的地质学家一度不相信两人判断。:127乘组参加大部分训练时身穿航天服，据杨回忆约有350小时，他认为这点至关重要，方便航天员执行任务时对设备局限心中有数:128–129。马丁利乘飞机飞过实地培训地点，练习从轨道辩认地质特征、操作科学仪器:16。

## 设施

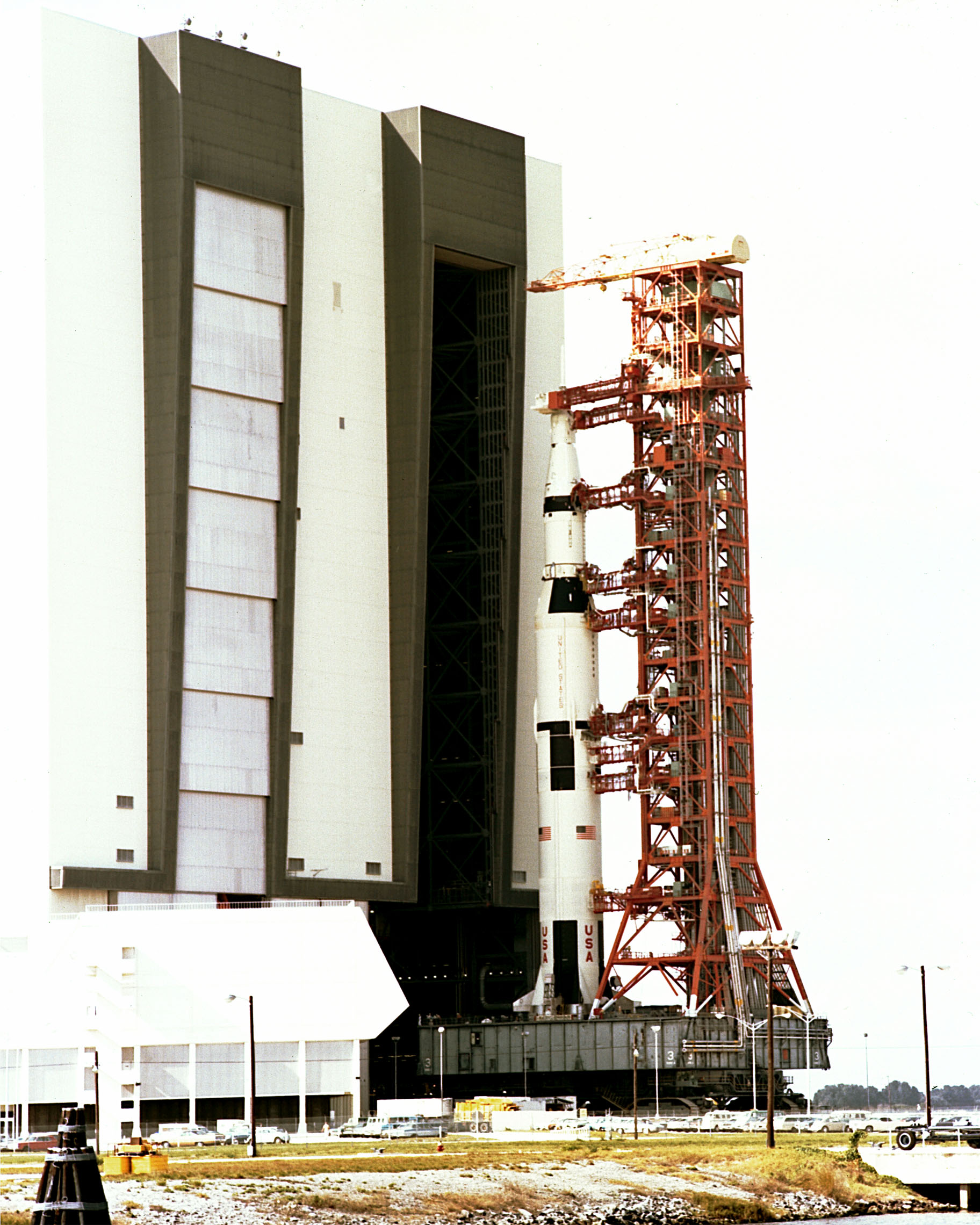
1972年1月27日航天器裝配大樓旁的阿波罗十六号运载火箭

### 运载火箭
发射阿波罗十六号的土星5号运载火箭编号AS-511，是土星五号火箭第11次发射和第九次用于载人任务。AS-511与阿波罗十五号的火箭基本相同，只不过恢复S-IC一级火箭的四个反推火箭，整个火箭共计八个，与阿波罗十四号及以前的火箭相同。反推火箭用于减少抛弃第一级火箭时脱离部分与剩余部分相撞的风险，阿波罗十五号去掉一级火箭上的四枚反推火箭减轻重量，但飞行过程的分析结果表明一级火箭脱离后与剩余火箭距离不及预期，为防剩下的反推火箭故障导致撞击，本次任务恢复过往配置。

### 阿波罗月球表面实验数据包及其他月表设备
阿波罗十一号之后的登月任务均携带阿波罗月球表面实验数据包，其中设备采用核能供电并在月球部署，航天员返回地球后仍能长时间运转。阿波罗十六号数据包包含被动地震实验包、主动地震实验包、月球热流实验包、月表磁强计:48。与前几次任务一样，阿波罗十六号携带美国原子能委员会开发的放射性同位素熱電機SNAP-27为实验数据包供电:66。

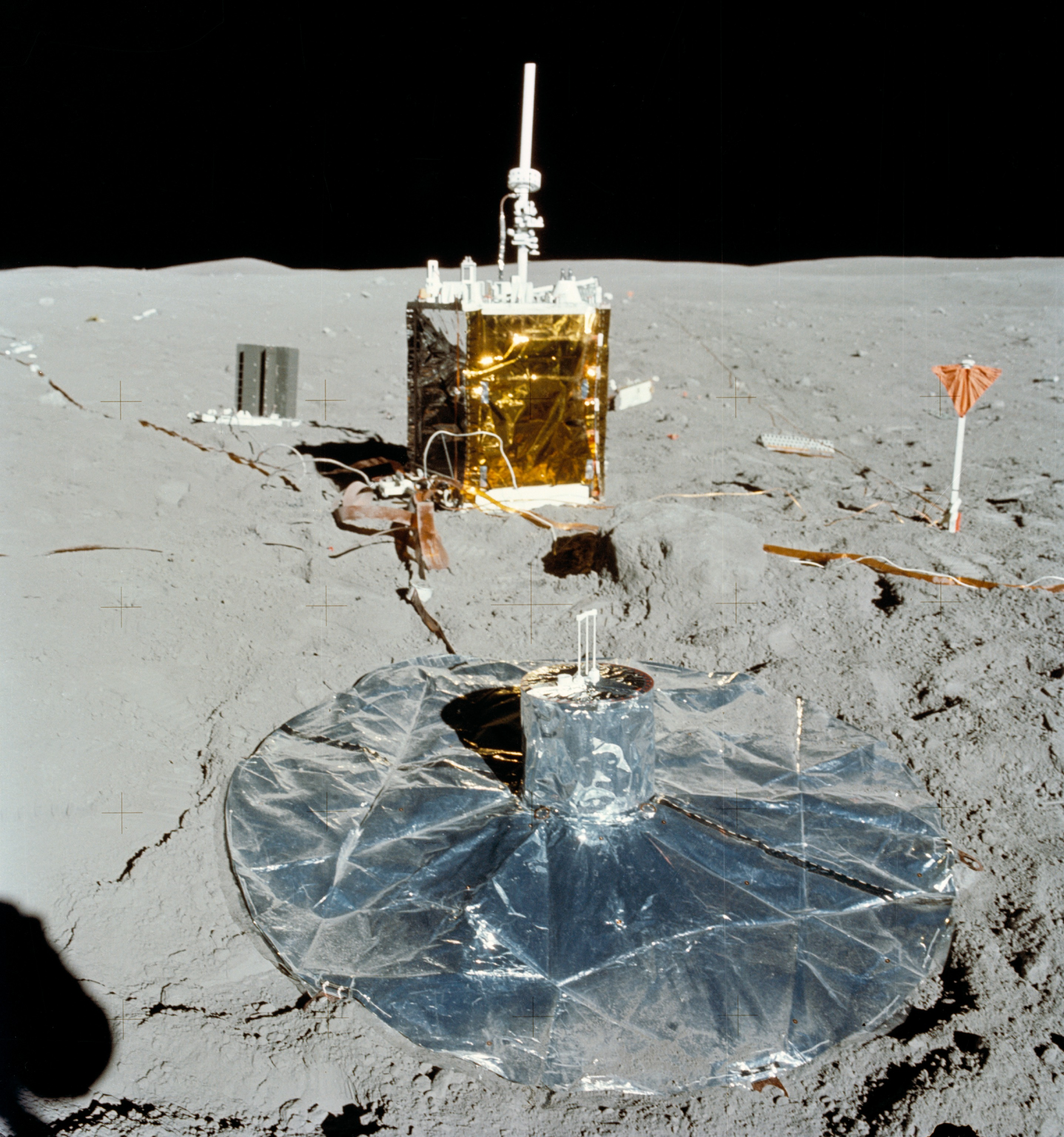
阿波罗十六号的被动地震实验包

被动地震实验包与阿波罗十二、十四、十五号留下的同类设备连成地震仪网:9–1。航空航天局计划在登月乘组飞离月表并返回指令舱后用登月舱上升段撞击地震仪附近，相当于用已知质量和速度的物体撞击月球已知方位，撞击过程用于校准刚刚留下的地震仪:48, 52。但本次任务登月舱上升段脱离服务与指令舱后失控，未能撞击预定位置:481。主动地震实验包用于提供月球地质结构数据，包括两种爆炸物，其一是连接三个地震检波器的月震炸药，在部署月表实验数据包时引爆；另一种是四门不同规格的迫击炮，准备在航天员返回地球后遥控发射。阿波罗十四号也配有主动地震实验包，但为免影响其他实验没有发射迫击炮。
热流实验需在月表钻两个三米深的洞安装温度计，测量月球内部热量流动。这是第三次计划布署热流实验的阿波罗任务，阿波罗十三号因事故放弃登月，阿波罗十五号钻头故障，钻的孔不够深。阿波罗十六号的尝试同样以失败告终，杜克放好第一个温度计后，杨因笨重的航天服阻挡看不到两脚，结果拉起缠在脚上的线缆时把线扯断。地面人员认为修复所需时间太长，决定放弃实验。:467–469, 478阿波罗十七号顺利部署热流实验:513。

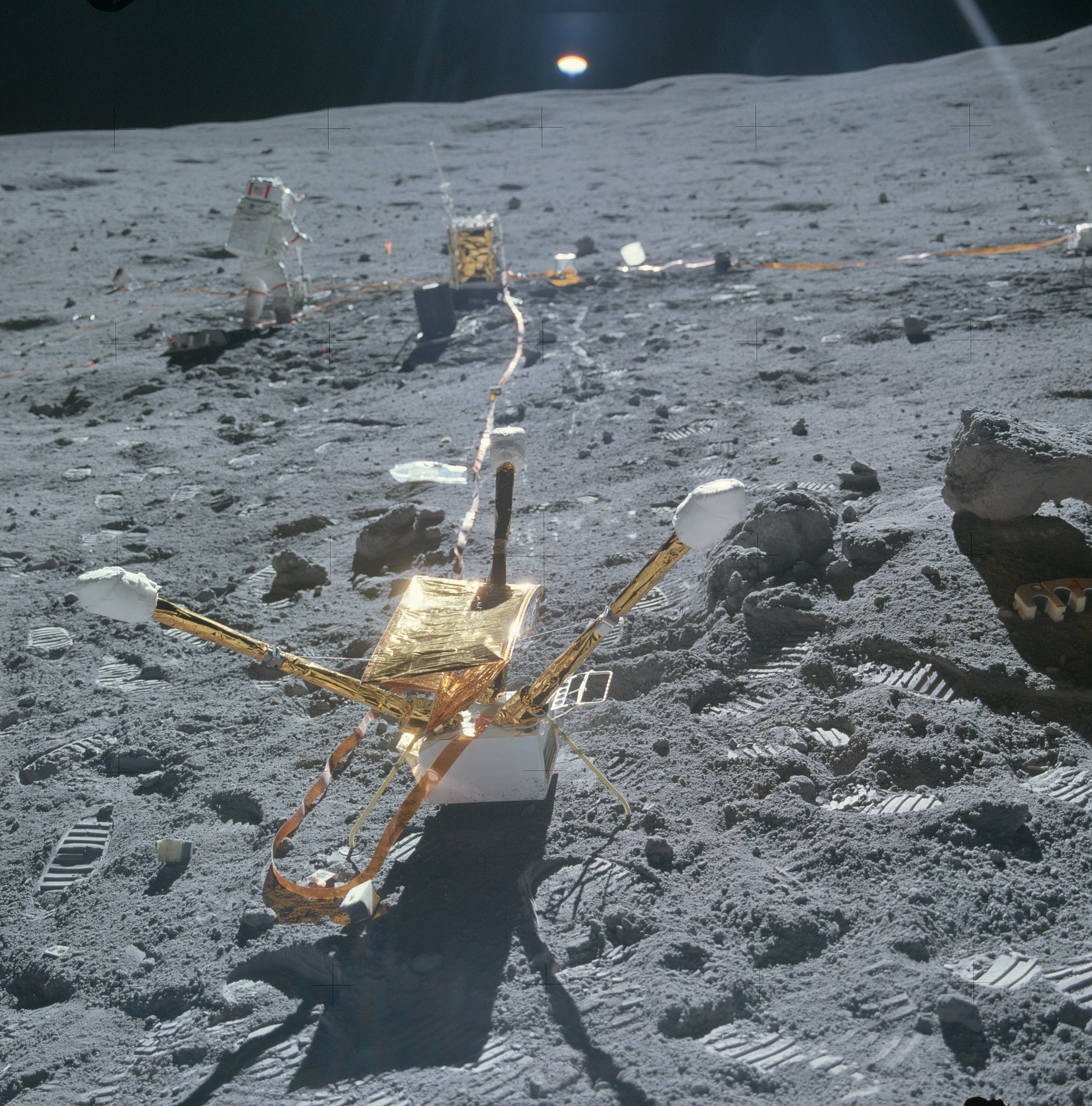
月表磁强计

月球磁场远小于地球，月表磁强计用于测量具体数值。阿波罗十六号还用月球车搭载手提式月球磁强计在各地质考察点停留，获取进一步数据。科研人员希望把阿波罗十二号所取样品用阿波罗十六号短暂带回月球，确认地球之行去除“软”磁场后，样品回到月球能否恢复。:50, 55–59阿波罗十六号返地后的测量确认“软”磁场恢复，但强度不及阿波罗十二号带回之时:7–56。
阿波罗十六号携带远紫外相机－摄谱仪并首次在月球开展天文观测，以便排除地冕影响获取太空氢源数据:71–74。仪器放在登月舱阴影内指向星云、地球、其他天体，以及月表发现的任何疑似火山喷口，拍下的胶卷带回地球。据美國海軍研究實驗室乔治·卡拉瑟斯博士透露：“最明显、最引人注目的结果源自观测地球，这是第一次用紫外线从远处拍摄地球，可以看到完整大气层的氢分布、极光，还有所谓的热带气辉带”。
登月舱下降段安装的四块面板组成宇宙线探测器，用于记录宇宙線和太阳风粒子。登月期间三块面板不予遮挡，第四块在早期舱外活动时由航天员拿掉遮挡物。所有面板最后装袋运回地球。每次登月都会部署的独立式太阳风成分实验最后也将设备带回地球，为尽量减少污染，本次部署在以往的铝制设备外增加铂箔。:71–74

### 粒子与场子卫星二号

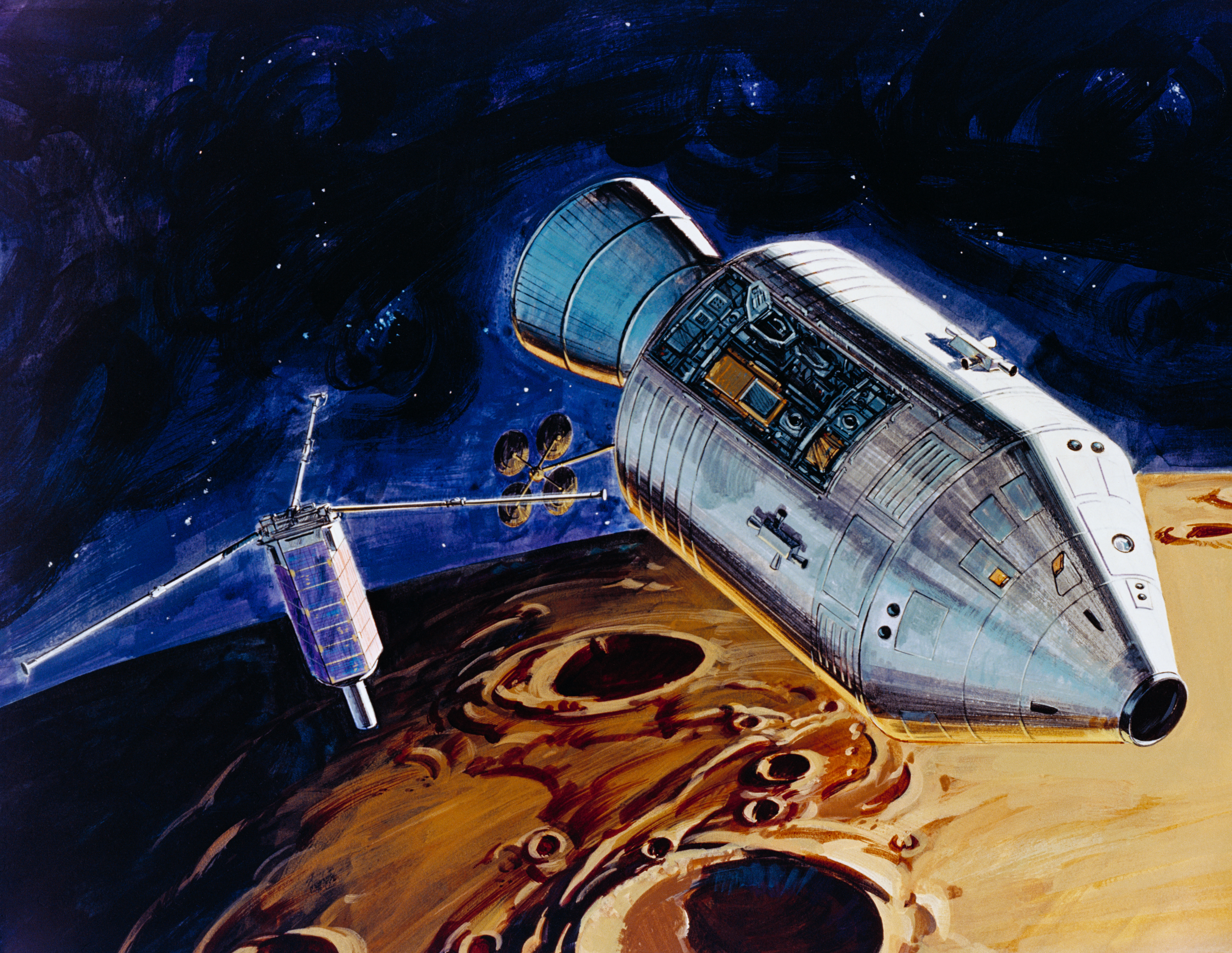
画家想象的子卫星部署

阿波罗十六号粒子与场子卫星二号是服务舱在月球轨道投放的小卫星，与阿波罗十五号八个月前投放的一号子卫星类似，主要用于测量月球绕地飞行期间的粒子和磁场。两个子卫星的预定轨道接近，都在月表以上89至122公里范围。
二号子卫星原计划同一号一样在轨道持续运作至少一年，最后因轨道衰变在月表坠毁。但主发动机故障导致地面控制中心决定安排乘组提前一天返回地球，故太空船没有飞到预定轨道位置。二号子卫星的实际投放轨道低于计划，仅绕月424圈就在一个月后（1972年5月29日）坠毁。:5-4—5-5二号子卫星地面轨道接近月球質量瘤，对子卫星形成拉力，故只坚持一个月:480。

## 任务重点
运载火箭和太空船部件1970年7月开始抵达肯尼迪航天中心，1971年9月全部运到。阿波罗十六号原计划1972年3月17日发射，但指令舱反推力系统测试时发生气囊炸裂，航空航天局还担心乘组从月表起飞返回服务与指令舱后，用于抛弃登月舱的炸索无法正常动作，再加上杜克的航天服也有故障，有必要把发射时间推至下次發射窗口。阿波罗十六号推迟到1972年4月16日发射，1971年12月13日运出航天器裝配大樓的发射火箭在1972年1月27日送回，2月9日又运到肯尼迪航天中心39A号发射台。
倒数在1972年4月10日（周一）上午八点半正式开始，距发射还剩六天。此时三级运载火箭均已装载燃料，正向太空船装饮用水。倒数开始时乘组还在参加末期训练，4月11日接受最后一次飞行前体检。倒计时仅按时间表预定暂停一次，天气随发射时间临近转向晴好:473。

### 发射并飞向月球

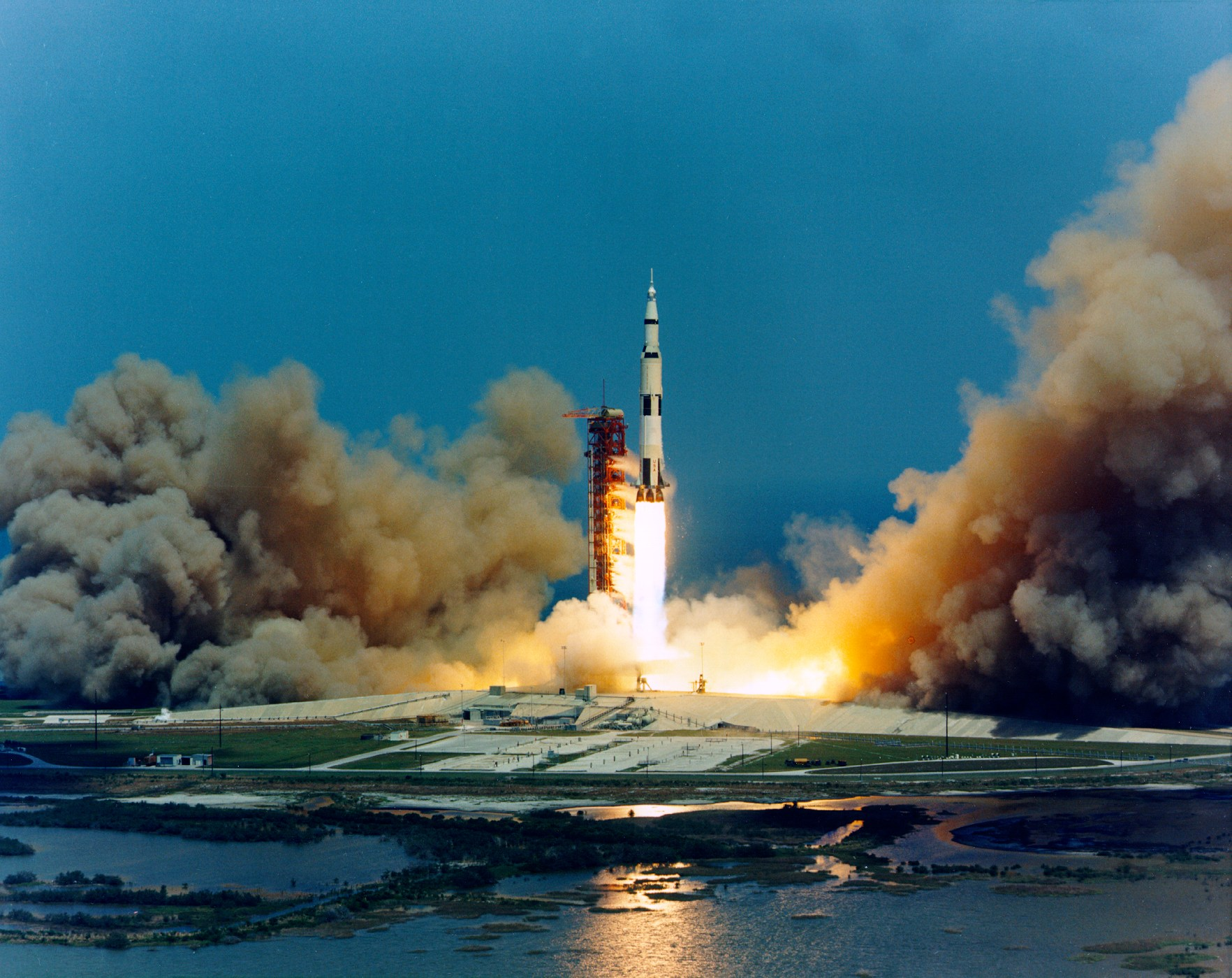
阿波罗十六号发射

美国东部时间1972年4月16日12点54分，阿波罗十六号从肯尼迪航天中心发射。发射过程一切正常，乘组经历的振动与以往任务类似。土星五号第一和第二级（S-IC和S-II）表现稳定，起飞近12小时就把太空船送入近地轨道。乘组接下来适应失重环境并准备地月转移，第三级火箭点火将把他们推向月球。乘组在地球轨道只遇到很小的技术问题，如环境控制系统、S-IVB三级火箭姿态控制系统的潜在问题，最后都在准备前往月球期间解决或在飞行途中补偿。绕轨飞行两圈后，三级火箭重新点火并保持五分多钟，推动太空船以约3.5万公里时速飞向月球。熄火六分钟后，乘组所在服务与指令舱同火箭分离并飞到15米外，再调头对接并拖出火箭级内部的登月舱，该过程人称换位、对接和取出，马丁利的操作非常顺利。对接后乘组发现登月舱外部某处有微粒飞出，仿佛舱体外表皮撕裂并粉碎，据杜克估算最多时一秒钟就看到五至十个微粒。杨与杜克从对接通道进入登月舱检查，但没有发现严重问题。再度朝月球进发之际，乘组将太空船定在“烧烤”模式，即沿长轴每小时旋转三周，确保在太阳照射下受热均匀。乘组为地月转移完成进一步准备，从起飞近15小时开始首轮睡眠。

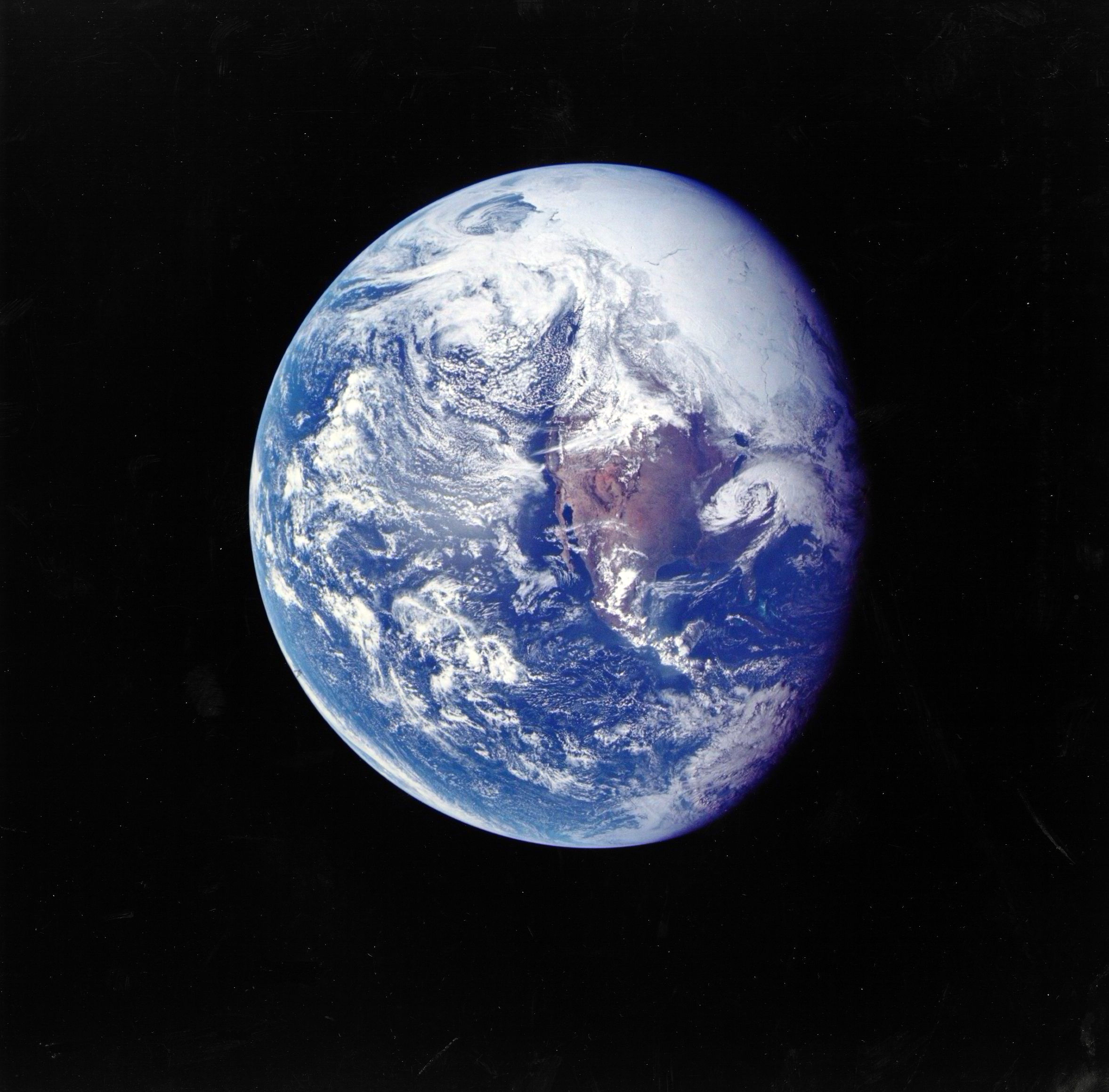
阿波罗十六号在地月转移期间拍下地球照片

任务第二天地面控制中心叫乘组起床时，太空船离地约18.1万公里并以每秒1622米速度飞行。阿波罗十六号要到任务第四天抵达月球轨道，第二和第三天的事务大多用于准备，如科研、维护太空船。乘组第二天开展曾在阿波罗十四号做过的电泳实验，证实电泳分离在接近零重力环境下产物纯度远超地球。他们采用一蓝一红两种不同尺寸的聚苯乙烯颗粒，用电泳将两者分离，但实验设备的电渗效应导致两种颗粒间没有清晰界限。:103
服务与指令舱的服务推进系统发动机在任务第二天执行中途修正点火并持续两秒，用于调整太空船轨道。随后乘组第二次进入登月舱，进一步检查登月设备和系统。航天员汇报登月舱铝制外壳又有掉漆，太空船各系统运作正常。接下来乘组对照检查清单，了解此后几天的操作日程，为抵达绕月轨道并点火注入做准备。指令舱驾驶员汇报“環架鎖定”，意指追踪太空船飞行姿态的功能精度不足，需利用太阳和月亮重新调整导航系统。任务第二天结束时，阿波罗十六号距地球约26万公里。
任务第三天航天员起床时，太空船离地约29.1万公里，尚未抵达月球引力范围，速度稳步下降。起床后大家先做“家务”，维护太空船并与任务控制中心交流状态报告。乘组开展阿波罗“闪光”实验，据称阳光没有照射太空船时，登月航天员不论是否睁开眼睛都会偶尔看见莫名闪光，估计是宇宙线粒子穿过人眼所致。杨与杜克随后再度进入登月舱并打开电源检查各项功能，同时打扫、清理，准备登月。系统正常一如预期，乘组随后穿上航天服演练登月日流程。阿波罗十六号起飞59时19分45秒，任务第三天即将结束，太空船离地33万零902公里，距月球62636公里，而且已在进入月球引力范围后加速。
乘组第四天起床后开始准备注入绕月轨道，太空船飞至海拔20635公里时弹出科学仪器舱盖。任务开始74小时后，阿波罗十六号经过月球背面，暂与地面任务控制中心失去联络。服务推进系统在月球背面点火并维持6分15秒，太空船进入近月点108公里、远月点315.6公里轨道。乘组进入月球轨道后开始准备注入下降轨道，进一步修改太空船轨道。经过操作，阿波罗十六号飞行轨道的近月点降至19.8公里。第四天剩下的工作主要是观察、准备启用登月舱、脱离并在次日登月。

### 月表

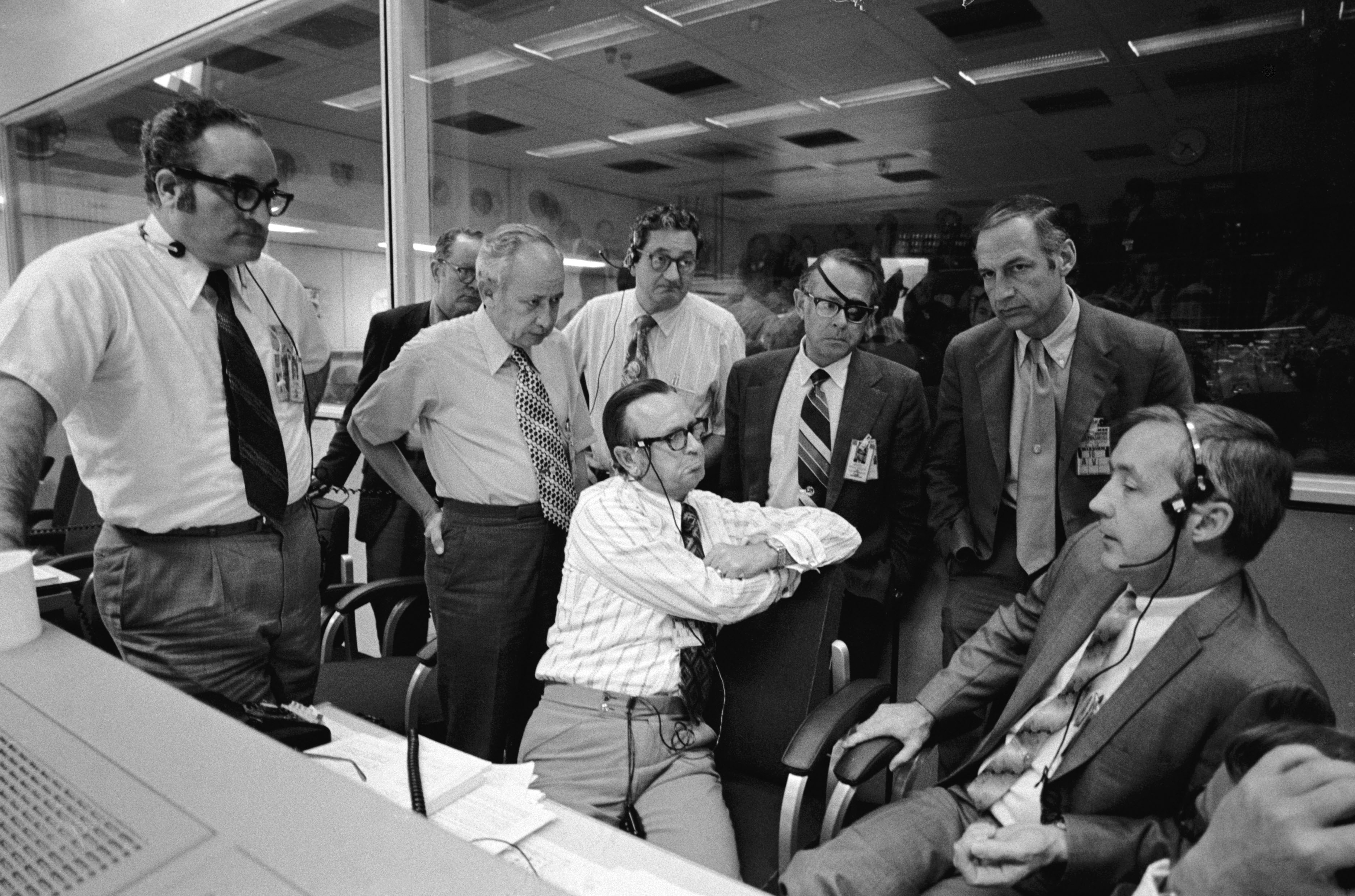
1972年4月20日，航空航天局官员商讨是否准许阿波罗十六号继续登月

乘组任务第五天起床后很快便继续准备启动登月舱并同服务与指令舱脱离，科学仪器舱吊杆在展开质谱仪时卡住，未能完成部署。杨和杜克负责在登月舱脱离服务与指令舱后目测吊杆，两人提前40分钟进入登月舱并检查各项功能，但部分操作延误，完成准备的时间仅早十分钟。登月舱在任务启动96时13分31秒脱离服务与指令舱。舱体分离并经过月球正面期间，马丁利准备把服务与指令舱开到更高的近圆形轨道，杨与杜克准备驾驶登月舱降落月表。马丁利测试服务与指令舱的可控火箭发动机，准备点火调整轨道时发现服务推进系统发动机后备平衡环系统振荡。根据任务规定，登月舱此时应重新对接服务与指令舱，由地面任务控制中心决定是否中止登月并用登月舱发动机返回地球。但两舱此时近距离保持相对静止，任务控制中心经过数小时讨论认为上述问题可以解决并继续登月。登月舱开始动力降落月表的时间比原计划约晚六小时，杨与杜克为赶时间从距月表20.1公里高空开始降落，比以往登月任务都高。降至四千米时杨已经能看清登陆点全景。航天员及时降低登陆发动机动力供应，太空船在距月表2200米开始朝着陆方向倾斜。任务开始104时29分35秒，协调世界时4月21日2:23:35，“猎户座号”在原定位置以北270米、以西60米着陆。阿波罗十六号带有月球车，偏离这么点距离可谓毫无影响。
杨和杜克关闭登月舱部分功能节省电池，完成初使操作后设置“猎户座号”在月表停留三天，然后脱下航天服，对直接着陆点开始初步地质观测。接下来两人坐下来吃月表第一餐，随后布置登月舱睡觉。。主发动机故障导致登月延误，故任务计划必须大幅调整。月表作业完成后，阿波罗十六在月球轨道停留的时间缩短一天，这样发生其他问题也有充足时间处理。为改善杨和杜克的睡眠，第三次兼最后一次月表舱外活动从原计划的七小时缩短至五小时。
杨与杜克4月21日起床并吃过早餐后开始准备首次舱外行走，又称月球漫步。两人穿上航天服，为航天服加压并将登月舱减压。杨登上舱口连接梯子的小“门㾿”，杜克把垃圾袋递给杨，里面装满准备扔在月表的垃圾。杨随即把设备转移袋扔在月表，里面装有舱外活动期间使用的设备，再走下梯子成为月表第九人。他感叹：“这就是神秘未知的笛卡尔高地平原，阿波罗十六号会改变你的形象。很高兴这里不会有谁突然蹦出来捣乱。”杜克很快走下梯子成为月表第十人，此时他只有36岁，至今没有任何人踏上月球时比他年轻。杜克在同航天器通讯员安东尼·英格兰通话时表示非常兴奋：“太棒了！踏上月表的第一步感觉真好！”两人首先需要取下月球车、远紫外相机－摄谱仪等设备，期间没有遇到问题。杨首次在月表驾驶月球车时发现后转向轮失灵，他把问题告知任务控制中心，在杜克立起美国国旗后安装电视摄像头。月表作业期间，月球车一直是指令长驾驶，登月舱驾驶员协助指引方向，这也是阿波罗计划J任务的一贯分工。
下一个任务是部署装在月球车上的阿波罗月球表面实验数据包，装好的电视摄像机拍摄部署过程，后转向轮开始恢复正常。部署完成后两人在附近收集样品。第一次舱外行走开始约四小时后，两人乘月球车前往第一个地质探测点，距登月舱1.4公里、宽36米的普拉姆陨石坑。乘组在附近取样，科研人员认为此地月岩已经穿过表土层抵达下面的凯莱地层。杜克在此根据任务控制中心指示取得阿波罗计划史上最大的月岩样品，属角砾岩，带回地球后根据任务首席地质调查员威廉·穆尔伯格的姓氏起名“大穆利”。下一站是比较小、距登月舱1.6公里的巴斯特陨石坑，位于规模更大的斯波克陨石坑北侧。杜克在此拍摄石山和南射纹线坑的照片，杨部署手提式月球磁强计。两位航天员尚未发现任何火山物质，科研人员开始考虑笛卡尔高地很可能不像任务前大家预想的那样源自古代火山活动。杨在第二站任务完成后驾驶月球车开始“大奖赛”，杜克用16毫米胶卷电影摄像机拍摄。阿波罗十五号也有相同尝试，但因相机故障作罢。乘组继续部署月表实验数据包，随后返回登月舱结束耗时7时6分56秒的首轮舱外活动。两人进入舱内后加压，花半小时向任务控制中心科研人员汇报，再布置舱内睡觉。

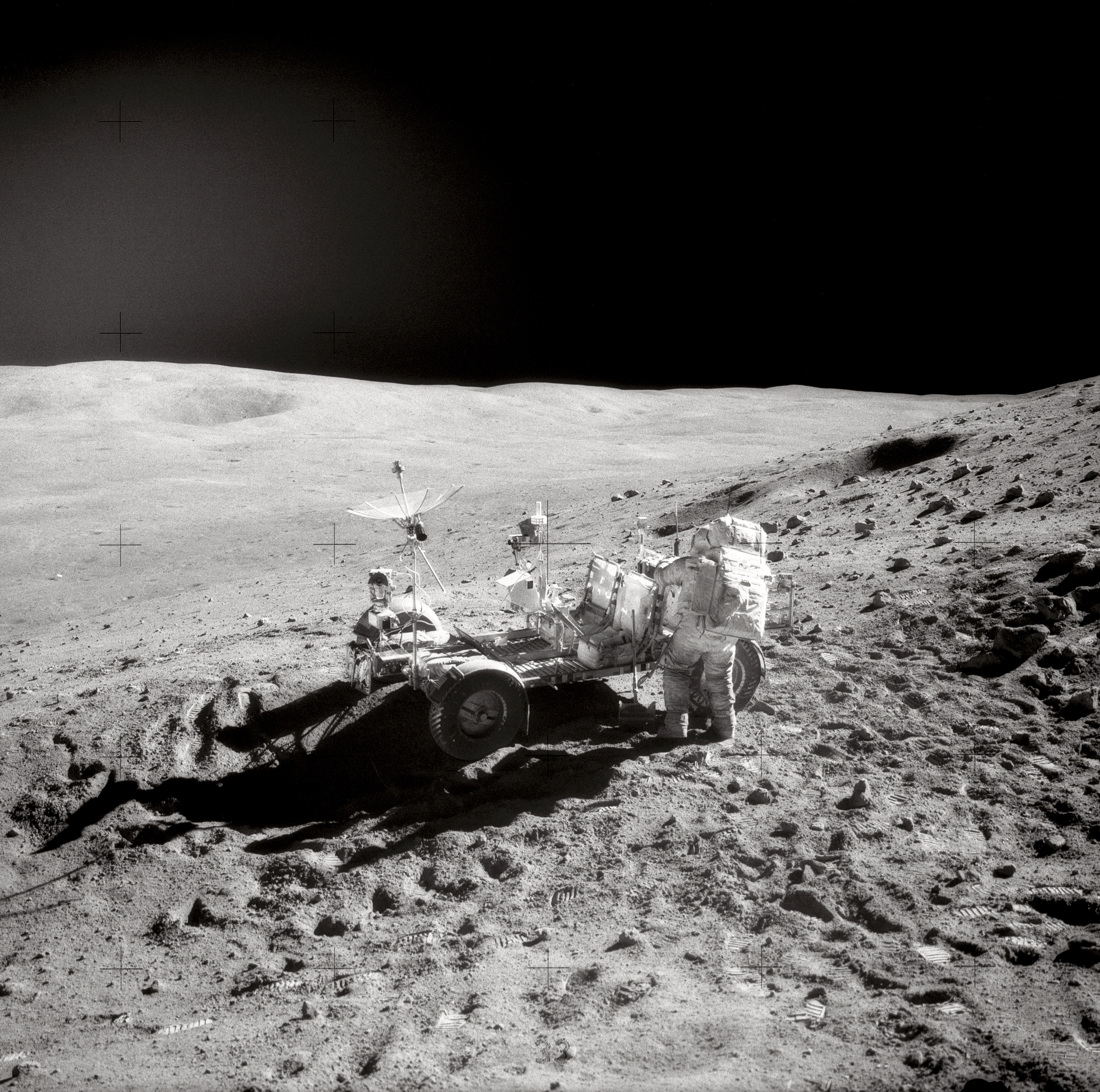
杜克认为非常“壮观”的石山侧面景观

杨与杜克提前三分半钟醒来，与地面人员讨论当天活动计划。第二次舱外活动的主要目标是前往石山，登上约20度斜坡抵达人称“钦科坑”的五个陨石坑。两人驾驶月球车赶到3.8公里外的石山，脚下比登月舱所在的谷底海拔高152米，其他阿波罗任务登月人员从未抵达海拔超出登月舱这么高的位置。两人对石山侧面的风景颇感震撼，杜克称以“壮观”，随后便在附近收集样品。杨与杜克在斜坡停留54分钟，然后回到月球车前往当天第二站，又称“第五站”，是宽20米的陨石坑。登月舱南面是很大的南射纹线坑，两人希望找到未经南射纹线坑喷发物污染的笛卡尔高地物质。在此收集的样品至今尚未确定源头，但威廉斯表示“有理由相信属于笛卡尔高地”。下一站（第六站）是宽十米的块状陨石坑，乘组发现此地土壤更坚硬，相信能取得凯莱地层样品。为节省时间，杨与杜克放弃第七站，直接开往石山下的第八站，花一小时从南射纹线坑的射线指向位置取样，取得黑色和白色角砾岩、富含晶体的小块斜长石。第九站人称“空地”，据信没有南射纹线坑喷发物，航天员在此取样40分钟。他们离开“空地”25分钟后抵达位于月表实验数据包和登月舱中途位置的当天最后一站，两人在地上挖两个洞，沿月表实验数据包以东50米开展多次透度计实验。第二次月球漫步在两名航天员要求下延长十分钟，两人返回登月舱，关闭舱门并加压后结束持续7时23分26秒的舱外活动，打破阿波罗十五号创下的时长纪录。吃饭并向任务控制中心汇报后，杨与杜克再度布置登月舱睡觉。

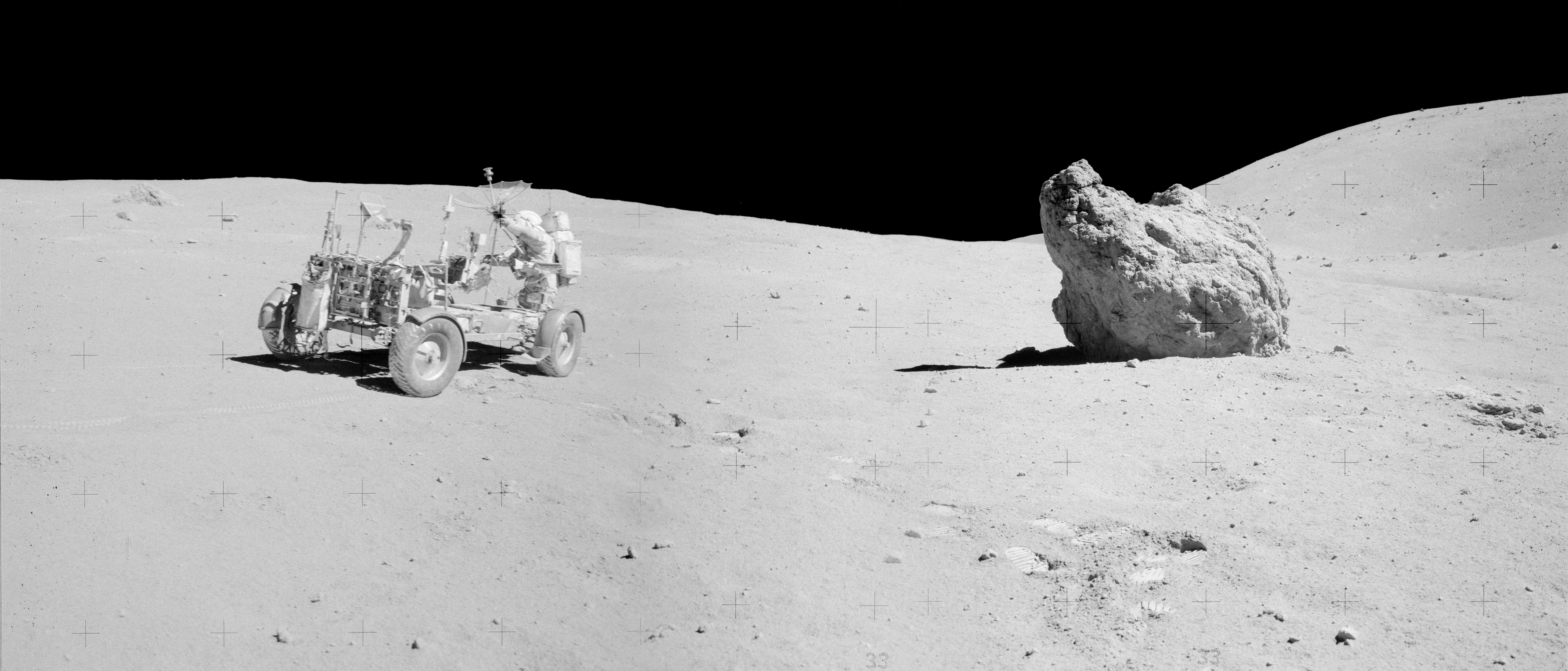
约翰·杨在影岩附近调整月球车天线

任务第七天是登月第三天和最后一天，完成舱外活动后登月舱从月表起飞至月球轨道，与马丁利所在服务与指令舱会合。杨和杜克第三次月球漫步期间探索北射纹线坑，是阿波罗计划史上造访的最大陨石坑。两人走出“猎户座号”直接驱车前往，登月舱降落点北面的陨石坑较浅，大石头也比较少，所以行程更平稳。经过棕榈陨石坑后沿途石头越来越大、越来越多。最后两人抵达北射纹线坑边缘，距登月舱4.4公里。航天员为宽一公里、深230米的陨石坑拍照，并走到超过四层楼高、后得名“屋岩”的巨石前取样，样品检验结果给予发射前的火山起源说最后一击，证明科研人员预测错误。屋岩表面有许多太空微流星體撞击留下的孔洞，看起来就像弹孔。杨与杜克停留一小时22分后前往第13站，距北射纹线坑约500米的大石场，途中下坡时以每小时约17.1公里刷新月球行驶速度纪录。两人为眼前三米高的巨石起名“影岩”，在一直照不到太阳的土壤位置取样。同期马丁利在服务与指令舱为约六小时后会合准备。杨和杜克约三小时六分后返回登月舱，完成几项实验并拆卸月球车，杜克在距登月舱不远的月表放下家人照片和空军纪念章。杨驾驶月球车在人称“贵宾位”的登月舱以东约90米安装电影摄像机，这样地面控制中心就能遥控拍下阿波罗十六号从月表起飞的画面。最后一次舱外行走时长5小时40分，两人为登月舱加压后准备返回月球轨道。

### 月球轨道独角戏

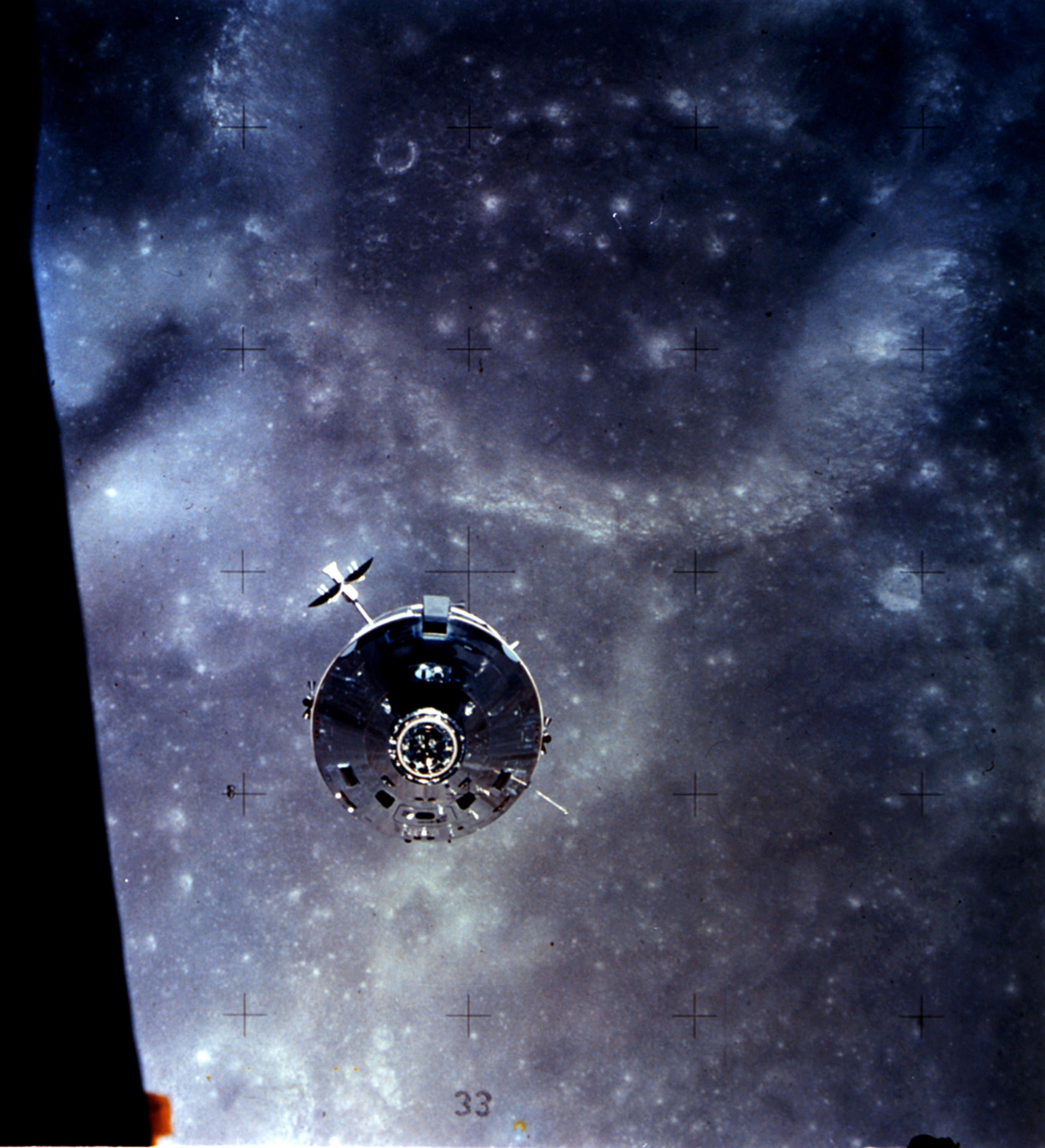
月球上空的“卡斯帕号”

任务控制中心批准“猎户座号”登月后，马丁利驾驶“卡斯帕号”拉开距离，点火飞到近月点98.3公里、远月点125.6公里轨道准备执行科研任务。仪器舱装有与阿波罗十五号类似的科学仪器:86:5-1，马丁利操作各种仪器的时间表本就非常繁忙，飞行主管为弥补浪费的时间决定任务提早一天结束，留给马丁利的时间更紧:484–485。科研工作遇到种种障碍：全景相机启动时耗电太多，甚至导致服务与指令舱响起主警报。马丁利马上关闭相机，事后分析表明可能是同时打开的加热器特别耗电。“卡斯帕号”在月球轨道开始科研环节的时间晚于预期，阿波罗十六号任务提前收尾，许多照片曝光过度都对马丁利开展工作不利，但他还是拍下“猎户座号”位于笛卡尔高地的照片:5-7—5-8。
质谱仪吊杆在初期展开后像阿波罗十五号遇到的情况一样没有完全收拢，但已不影响“卡斯帕号”服务推进系统发动机点火拉开距离，方便“猎户座号”登月。质谱仪足以有效运作，但在“卡斯帕号”点火前未到达预定部署位置，最后只能抛弃。科研人员希望此次任务补充月地转移轨道靠月球一侧的信息，面对这种情况只能沿用阿波罗十五号数据。:5-4测绘相机同样遇到故障，事后分析表明遮光罩有问题。任务时间缩短导致为月表部分地点拍照的计划取消，还有不少照片曝光过度:5-10—5-11。用于准确测量太空船高度的激光测高仪精度随电力损耗降低，在原计划最后一次使用前不久断电:5-11—5-12。

### 返地

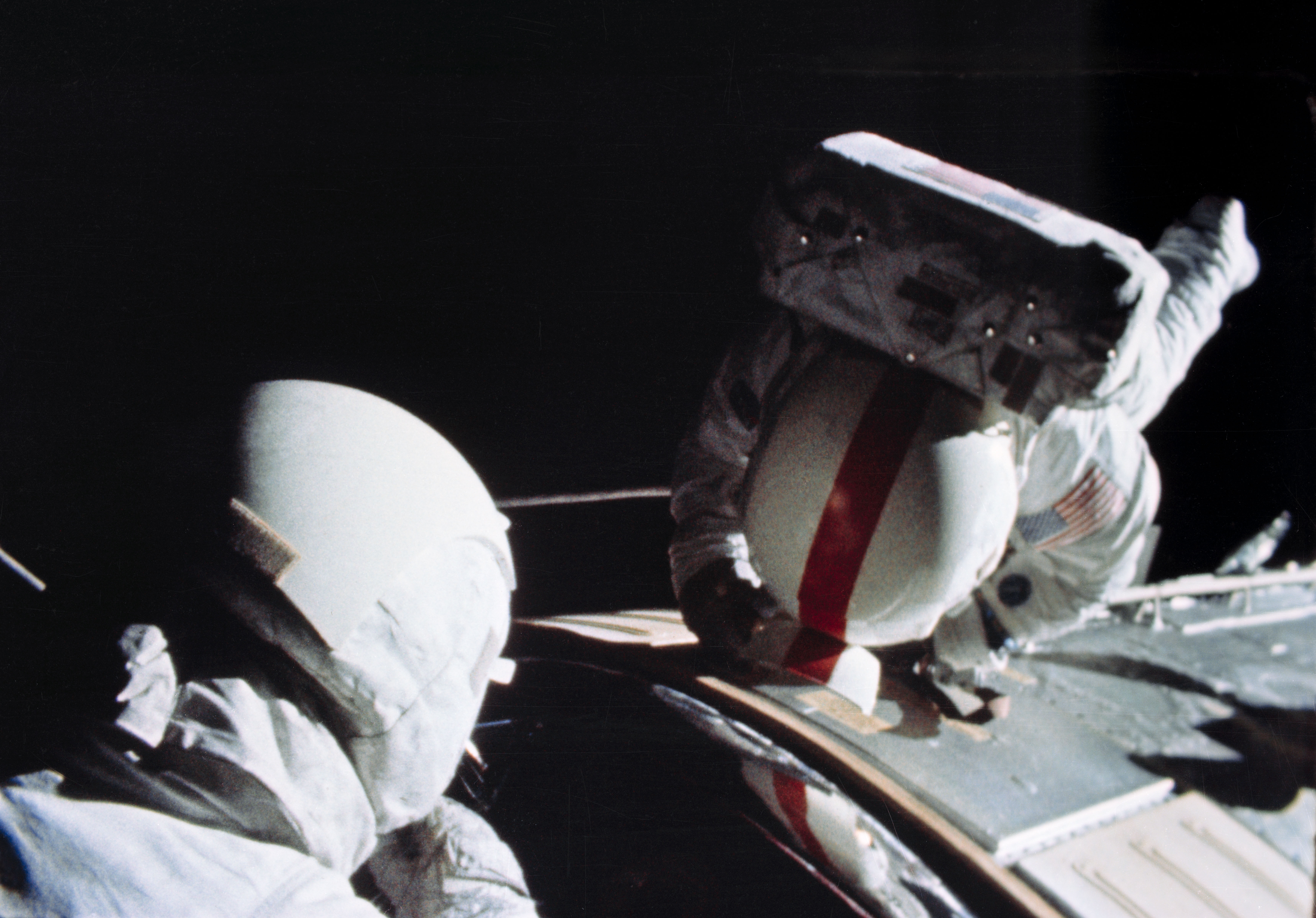
马丁利的深空舱外活动，从服务与指令舱外部取回胶卷

任务控制中心航天器通讯员詹姆斯·艾尔文在登月舱预定从月表起飞前八分钟通知杨和杜克准备，航天员起飞前两分钟打开“主武器”开关，再按下“中断级”按钮，引爆少量炸药分开登月舱下降段和上升段，类斷頭台机械将连接两部分的线缆切断。登月舱上升段按预定时间起飞，装在月球车上的摄像机拍下过程。六分钟后，杨与杜克以每小时五千公里速度到达月球轨道。杨与杜克操纵登月舱上升段同服务与指令舱对接，为尽量减少登月舱的月尘进入服务与指令舱，两人还在打开两舱之间的门前清理舱室。三名航天员会合后把样品挪入服务与指令舱准备带回地球，搬完样品后先睡觉，次日再抛弃登月舱上升段，有意令其撞击月表校准此行留下的地震仪。
航天员次日完成最后核查并抛弃登月舱上升段。估计乘组封闭舱门前忘记打开某开关，登月舱分离后翻滚，航空航天局无法远程控制，舱体没能为主动脱离轨道点火。上升段最后在任务过去近一年后撞击月表。乘组接下来需从服务与指令舱的科学仪器舱把子卫星投入月球轨道。用于将服务与指令舱带到子卫星目标轨道的点火操作取消，导致子卫星只绕月飞行一个多月就坠毁，远未达坚持一年的预期。投放子卫星近五小时后，绕月飞行第65圈的服务与指令舱启动服务推进系统主发动机，把太空船推向返地轨道。服务推进系统发动机数天前的故障导致登月延迟，此时点火没有任何问题。
马丁利在返地途中出舱取回位于科学仪器舱的相机胶卷磁带，杜克在指令舱门口协助。此次舱外活动持续83分钟，距地球约32万公里，按“深空”程度、即与行星体距离之大位居史上第二。至今人类共有三次同类深空舱外行走，均由阿波罗计划J任务在类似情境完成。马丁利在此期间启动阿波罗十六号独有的微生物生态鉴定装置开展生物学实验，用于评估微生物在太空环境有何反应。乘组反复打扫舱内，吃过饭后休息。
除后半天20分钟新闻发布会外，任务倒数第二天大部分用于实验。休斯顿载人航天中心报导阿波罗任务的记者预先提问，问题不一定涉及技术，乘组在发布会上按优先顺序回答。次日除清扫和维护外，航天员准备应对太空船再入。阿波罗十六号在太空的最后一整天接近尾声时距地球约14.3万公里，并以每秒2100米速度靠近。航天器通讯员英格兰最后一次通知阿波罗十六号乘组起床，此时服务与指令舱离地约8.3万公里，飞行速度约每秒2700米。乘组在太空船濺落太平洋前约三小时最后一次点火校正，用推进器每秒把速度提升0.43米。再入大气层前约十分钟，三名航天员所在的锥形指令舱与服务舱分离，再入时服务舱会在大气层烧毁。任务启动265时37分，阿波罗十六号开始以每秒约11公里速度再入大气层，防热盾温度最高达2200至2480摄氏度。任务启动265时51分5秒，再入近14分钟的阿波罗十六号展开降落伞，随即溅落圣诞岛东南约350公里的太平洋。37分钟后，提康德羅加號航空母艦便把航天器和乘组打捞上船。

## 科研成果、影响
科研人员分析阿波罗十六号带回地球的样品后确认凯莱地层不是火山活动形成，无法确认乘组所取是否存在笛卡尔地层样品，故地层成分同样无法肯定。没有证据表明石山属火山活动形成，此前科研人员认为笛卡尔高地看起来和以往阿波罗计划登月点不同，所以决定阿波罗十六号在此着陆，但带回的月岩与弗拉·毛罗地层没什么两样。地质学家意识到此前对凯莱地层的判断过于自信，根本听不进不同意见，他们太过依赖地球地质经验判断，但月球和地球的地质史压根儿牛头不对马嘴。马丁利是首位利用双筒望远镜在月球轨道观察的指令舱驾驶员，看到的笛卡尔高地和雨海结构半斤八俩，地质学家据此认定月球可能根本没有火山。此外，阿波罗十六号还发现围绕地球的两条极光带。:483–484
杨与杜克此后担任阿波罗十七号替补乘组:507–508，杜克1975年12月从航空航天局退休。杨与马丁利都曾乘坐航天飞机，杨1974至1987年任首席航天员，1981年参加首次航天飞机任务STS-1，1983年又参加STS-9，两次均任指令长，是首位六飞太空的航天员，后在2004年退休。马丁利同样两次带队航天飞机任务，首先是1982年的STS-4，1985年执行STS-51-C任务后退休。

## 部件位置

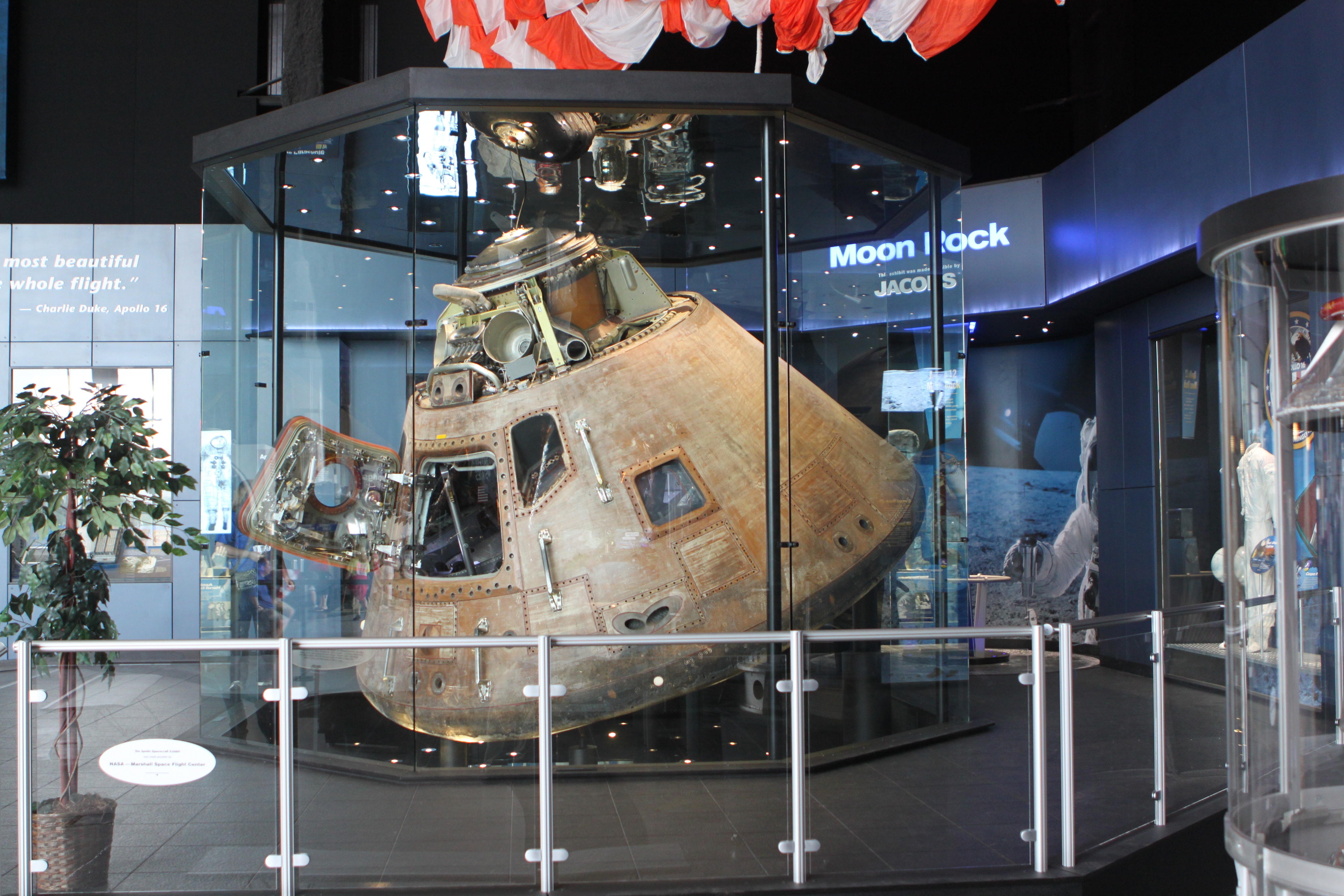
“卡斯帕号”在亚拉巴马州亨茨维尔的美国太空和火箭中心展示

“提康德罗加号”航母1972年5月5日（周五）把阿波罗十六号指令舱运到加利福尼亚州圣地亚哥附近的北岛海军航空站。5月8日，航空站机库用于清空残留毒理反应控制系统燃油的地面设备爆炸，46人送往医院观察24至48小时，大部分属于吸入有毒烟雾，手推车翻倒压身以致膝盖骨折的技师伤势最重。上方76米的机库屋顶炸开大洞，约40扇窗户玻璃震碎，指令舱面板出现7.6厘米裂缝。
“卡斯帕号”所有权1973年11月从航空航天局移交史密森尼学会，现在亚拉巴马州亨茨维尔附近的美国太空和火箭中心展出。登月舱上升段1972年4月24日同服务与指令舱分离后失控，绕月飞行约一年后下落不明。S-IVB三级火箭撞击月表后四十余年下落不明，直至2016年1月月球勘测轨道飞行器在島海发现，位于哥白尼环形山西南约260公里。

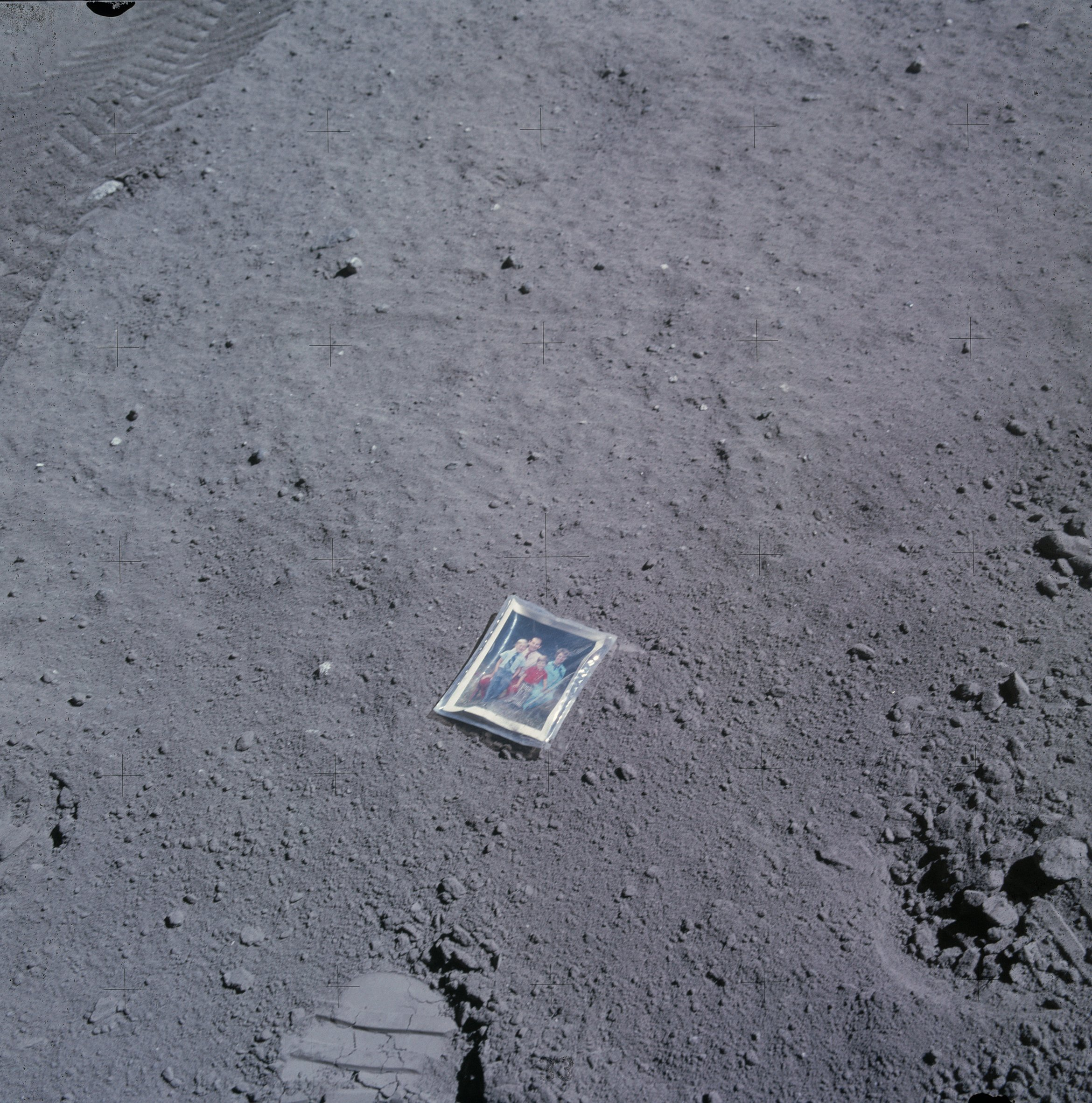
杜克把家人照片留在月表

杜克在月表留下两件物品且均拍有照片，其一是过塑全家福，照片背面还有全家签名并附言：“地球航天员杜克一家敬上。1972年4月登月。”另一件是1972年美国空军25周年庆时发放的纪念章，杜克共有两枚，另一枚捐给俄亥俄州赖特-帕特森空军基地美国空军国家博物馆。
2006年飓风埃内斯托吹袭北卡罗来纳州博福特县巴斯后不久，住在海滨的11岁男童凯文·桑泽在门前不远发现金属碎片，还同朋友发现90厘米的金属板上印有“邮票”，经查是褪色的阿波罗十六号任务徽章。航空航天局事后证实此乃阿波罗十六号一级火箭碎片。2011年7月，桑泽把碎片交给航空航天局后获准在肯尼迪航天中心全方位参观，并坐上贵宾席观看航天飞机计划最后任务STS-135发射。

## 扩展阅读
- Lovell, Jim; Kluger, Jeffrey. . Boston: Houghton Mifflin. 1994. ISBN 978-0-395-67029-3.